# Dinaburg FC
A Dinaburg FC egy lett labdarúgócsapat. Székhelyük Daugavpilsben van, jelenleg az első osztályban játszanak.

## Története

### Korábbi nevek
A Dinaburg története során többféle néven szerepelt, ezek a következők:
- 1990 - Celtnieks Daugavpils
- 1992 - BJSS Daugavpils
- 1993 - Auseklis
- 1995 - Vilan-D
- 1996 - Dinaburg FC

### A 2006-os szezon
2006-ban az Intertotó-kupába kvalifikálták magukat, miután a bajnokságban a negyedik helyen végzett. Az ellenfél a skót Hibernian FC volt. A Dinaburg simán kiesett, idegenben 5–0-ra, hazai pályán 3–0-ra kaptak ki.

### 2007-ben
2007-ben a csapatot kizárták a Baltic League-ből, emellett viszont ismét kvalifikálták magukat az Intertotó-kupába. Ismét rögtön kiestek, az északír Cliftonville FC 2–1-es összesítéssel búcsúztatta őket.

## Sikerek
- Kupagyőztes: (1)
  - 1991

- Virslīga második hely: (1)
  - 1995

## Eredmények az egyes szezonokban
- 2009 - 4.
- 2008 - 4.
- 2007 - 7.
- 2006 - 4.
- 2005 - 4.
- 2004 - 4.
- 2003 - 4.
- 2002 - 4.
- 2001 - 4.
- 2000 - 4.
- 1999 - 4.
- 1998 - 4.
- 1997 - 3
- 1996 - 3.
- 1995 - 2.
- 1994 - 9.
- 1993 - 5.
- 1992 - 7.
- 1991 - 4.

## Jelenlegi keret
| #  |       | Poszt | Név                 |
| -- | ----- | ----- | ------------------- |
| 1  | lett  | K     | Vadims Fjodorovs    |
| 2  | lett  | V     | Oļegs Timofejevs    |
| 3  | grúz  | V     | Ika Kortua          |
| 4  | lett  | V     | Pāvels Koļcovs      |
| 5  | lett  | V     | Vadims Logins       |
| 7  | RUS   | KP    | Vjacseszlav Danilin |
| 8  | ukrán | KP    | Artem Jaskin        |
| 9  | lett  | CS    | Maksims Daņilovs    |
| 10 | RUS   | CS    | Vlagyimir Kulesov   |
| 11 | lett  | KP    | Jurijs Sokolovs     |
| 12 | lett  | KP    | Dmitrijs Vorobjovs  |
| 15 | lett  | KP    | Vladimirs Volkovs   |

| #  |             | Poszt | Név                       |
| -- | ----------- | ----- | ------------------------- |
| 16 | grúz        | CS    | Vasīlijs Gucsasvili       |
| 19 | lett        | KP    | Valērijs Afanasjevs       |
| 20 | lett        | KP    | Aleksejs Kuplovs-Oginskis |
| 21 | Észak-Korea | CS    | Ri Mjončuns               |
| 22 | lett        | KP    | Jevgēņijs Simonovs        |
| 24 | lett        | V     | Vladislavs Gabovs         |
| 26 | lett        | V     | Ritus Krjauklis           |
| 32 | lett        | V     | Vladimirs Žavoronkovs     |
| 36 | Észak-Korea | KP    | Hons Kumsons              |
| 36 | lett        | KP    | Jans Radevičs             |
| 77 | lett        | K     | Pāvels Davidovs (K)       |
| ?  | lett        | ?     | Ēriks Kokins              |

## Külső hivatkozások
- Hivatalos weboldal (oroszul)